# سنه‌کا (پنسیلوانیا)
سنه‌کا (به انگلیسی: Seneca) یک منطقهٔ مسکونی در ایالات متحده آمریکا است که در شهرستان ونانگو، پنسیلوانیا واقع شده‌است. سنه‌کا ۵٫۸ کیلومتر مربع مساحت و ۱٬۰۶۵ نفر جمعیت دارد.